# Zimmerman House (Mánchester, New Hampshire)

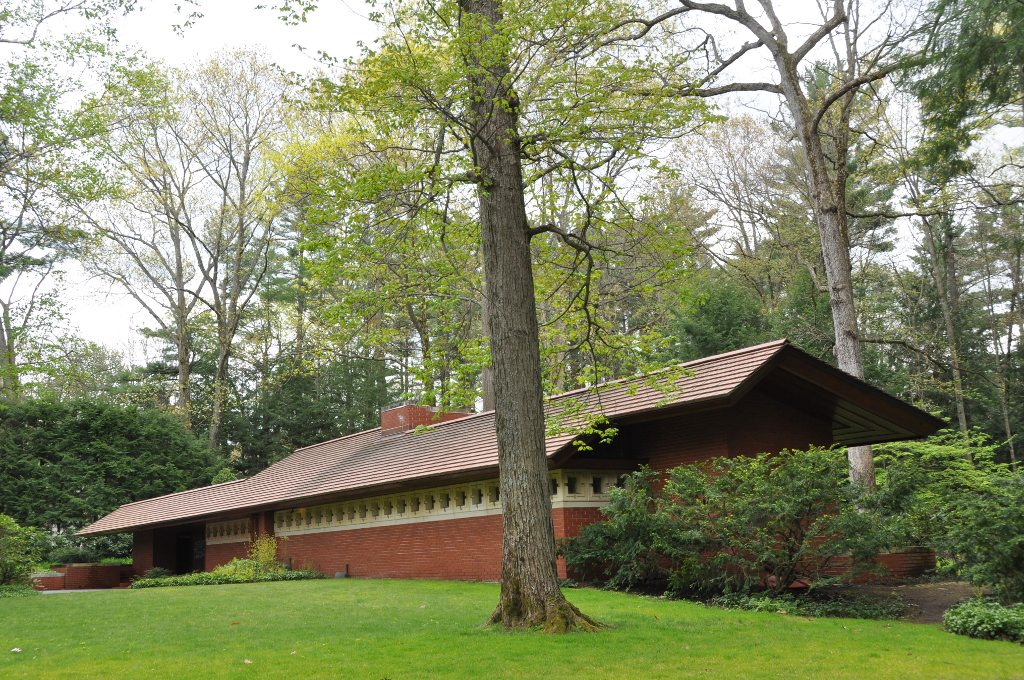
Mánchester. NH. Zimmerman House

 La Casa Zimmerman es una casa histórica ubicada en 223 Heather Street en Mánchester, New Hampshire.  Construida en 1951, es la primera de las dos casas en New Hampshire diseñadas por Frank Lloyd Wright (la otra es la Casa Toufic H. Kalil , construida en 1955 en la misma calle), y una de un número modesto de diseños de Prairie School en el noreste de Estados Unidos. La casa ahora es propiedad del Currier Museum of Art, que ofrece recorridos por el edificio. Fue incluida en el Registro Nacional de Lugares Históricos en 1979.  

## Descripción e historia
La Casa Zimmerman está ubicada en un entorno residencial en el norte de Mánchester, en la esquina suroeste de las calles Heather y Union.  Es una estructura de un solo piso, colocada sobre una losa de concreto flotante. Se organiza alrededor de una gran chimenea central en forma de L, y está cubierta por un techo que sobresale profundamente. Las habitaciones están dispuestas en una sola línea, excepto una cochera abierta en un extremo. El interior está en gran parte acabado en madera de ciprés. 
La casa fue diseñada en 1950 por Frank Lloyd Wright en su estilo de Usonian Prairie School para el Dr. Isadore y Lucille Zimmerman. Wright rediseñó la casa alrededor de una roca justo afuera de la entrada principal.  El diseño de Wright se extendió para incluir los muebles interiores, así como el buzón, y especificó las plantas para el jardín.
La propiedad fue mantenida por los Zimmermans según el plan de Wright y fue donada al Currier Museum of Art en 1988. El museo ofrece recorridos por la propiedad.  Comienzan en el museo, que ofrece servicio de transporte a la casa, para minimizar el tráfico en el barrio residencial. 